# KINTETSU RAIL PASS
KINTETSU RAIL PASS(近鉄(きんてつ)レールパス)及びKINTETSU RAIL PASS plus(近鉄レールパスプラス) は、近畿日本鉄道（近鉄）が主に日本国外からの観光客などを対象に発行する近鉄線が乗り降り自由で利用できる特別企画乗車券である。

## 概要
JAPAN RAIL PASSの近鉄版に当たる。日本国外の近鉄指定発売店および代理店（旅行会社・航空会社等）、日本国内では関西国際空港の「関西ツーリストインフォメーションセンター」や中部国際空港の「名鉄トラベルプラザ」で購入できる。
ただし、日本国外では引換証のみが渡され、日本到着後に近鉄が指定する場所にて引換証と交換でパスが入手できる。

### 利用資格
下記の条件のいずれかにあてはまる者だけに、購入および利用資格がある。
- 外国から「短期滞在」の入国資格により観光目的で日本を訪れる日本以外の国籍の旅行者。
  - 日本の入国管理法が定める「短期滞在」の在留資格により、観光等の目的で15日間もしくは90日間の滞在が許可された者だけ購入および利用可。他の在留資格で入国した場合は不可。

## 発売金額・利用フリーエリア
KINTETSU RAIL PASS 1day（大阪 - 奈良 - 京都）
大人(12歳以上)1,800円、小人(6歳以上、12歳未満)900円
- 近鉄電車指定区間内 1日間乗り放題
  - 近鉄大阪線・近鉄奈良線 全線
  - 近鉄けいはんな線 長田駅～生駒駅
  - 近鉄京都線・近鉄橿原線 近鉄京都駅～筒井駅
  - 近鉄生駒鋼索線 全線

- 奈良交通バス指定区間内 1日間乗り放題
  - 奈良公園・西の京・法隆寺エリア

- 近鉄エリアの観光施設優待券付

KINTETSU RAIL PASS 2day（大阪 - 奈良 - 京都）
大人(12歳以上)3,000円、小人(6歳以上、12歳未満)1,500円
- 近鉄電車指定区間内 連続2日間乗り放題
  - 近鉄大阪府・奈良線・京都府内全線

- 奈良交通バス指定区間内 連続2日間乗り放題
  - 奈良公園・西の京・法隆寺・明日香・室生・山辺の道エリア

- 近鉄エリアの観光施設優待券付

KINTETSU RAIL PASS
大人(12歳以上)4,700円、小人(6歳以上、12歳未満)2,350円
- 近鉄電車全線・伊賀鉄道全線 連続5日間乗り放題
- 近鉄エリアの観光施設優待券付

KINTETSU RAIL PASS plus
大人(12歳以上)5,900円、小人(6歳以上、12歳未満)2,950円
- 近鉄電車全線・伊賀鉄道全線 連続5日間乗り放題
- 奈良交通バス指定区間内 連続5日間乗り放題
  - 奈良公園・西の京・法隆寺・明日香・室生・山の辺の道エリア

- 三重交通バス・鳥羽市かもめバス指定区間内 連続5日間乗り放題
  - 松阪・伊勢・鳥羽・志摩エリア
  - 近鉄山の湯温泉～三交湯の山温泉エリア

- 近鉄エリアの観光施設優待券付

JAPAN RAIL PASSとは異なり、快速急行以下の種別の列車に乗り放題となり、特急列車は乗り放題ではない。どちらのフリーパスも近鉄特急の乗車には特別急行券（特急券）が別途に必要となる。なお、近鉄の特急列車は全車指定席である。